# Phytobia optabilis
Phytobia optabilis är en tvåvingeart som beskrevs av Spencer 1977. Phytobia optabilis ingår i släktet Phytobia och familjen minerarflugor. Inga underarter finns listade i Catalogue of Life.